# پنتاکس کا۱۰۰۰

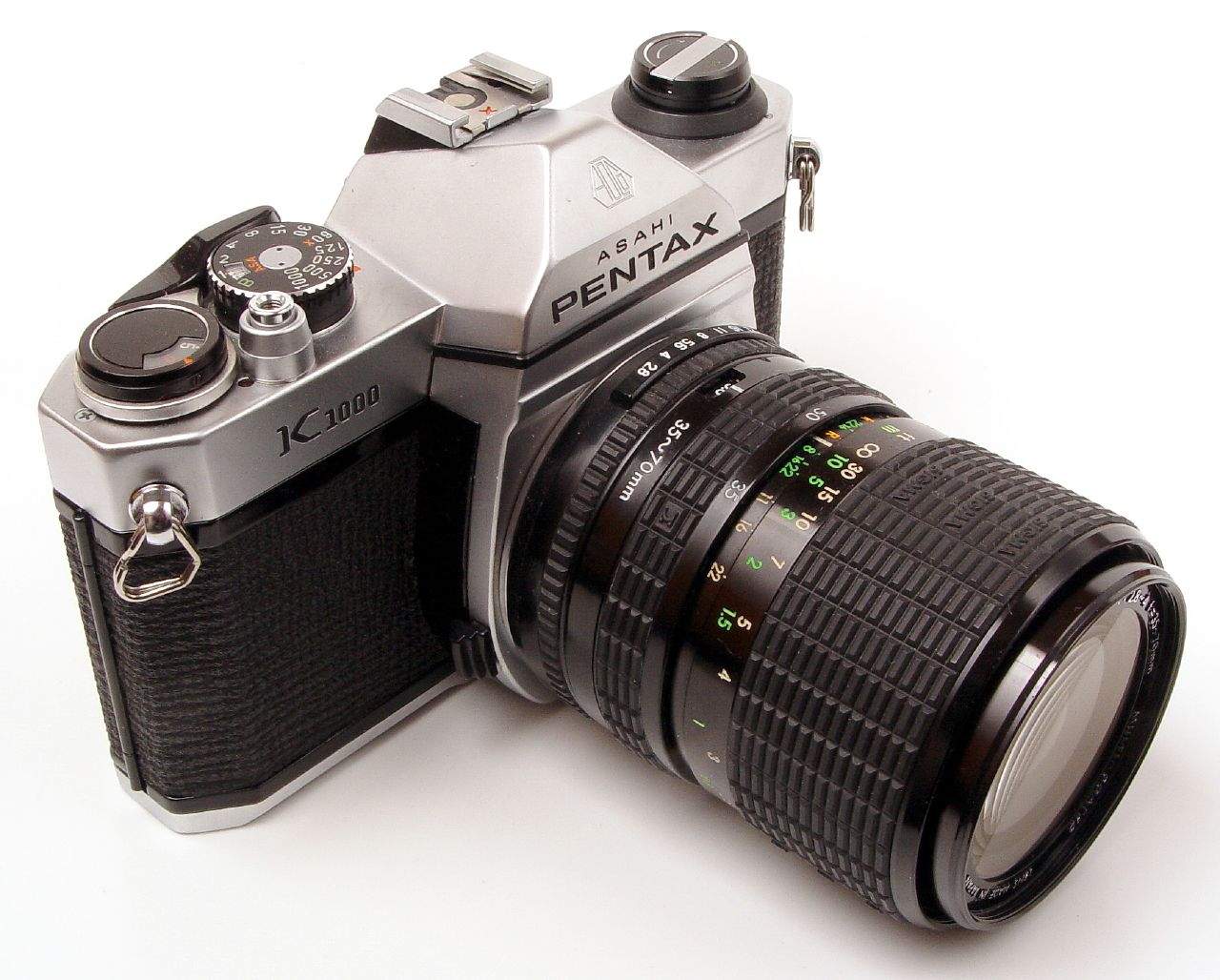
تصویری از دوربین K1000

پنتاکس کا۱۰۰۰ (به انگلیسی: Pentax K1000) یک دوربین عکاسی ساخت شرکت پنتاکس است.